# Lysyčanka (řeka)
Lysyčanka (Kušnica) je řeka na Ukrajině v hranicích okresu Chust v Zakarpatské oblasti . Levý přítok Boržavy (povodí Dunaje). Vzniká soutokem potoků Vaskova a Velikyj Lubjančyk v obci Lysyčevo .

## Popis
Délka řeky je 18km, plocha povodí je 106km². Svah řeky 51m/km. Řeka je    typická hornatá. Údolí je úzké, zalesněné (převážně v horním toku). Řeka je mírně klikatá, kamenitá s četnými peřejemi.

## Umístění
Lysyčanka (Kušnica) pramení ze západních svahů hory Kuk (masiv Polonina Boržava), východně od obce Lysyčovo. Zpočátku teče převážně na západ, od obce Lysyčovo k obci Kušnica na jih. Vlévá se do Boržavy poblíž jižní části obce Kušnica.

## Přítoky
Vašková, Trosná, Potik (pravé)
Lysyckyj, Velikyj Lubjančyk, Kvasivskyj (levé)
a četné horské potoky.

## Galerie

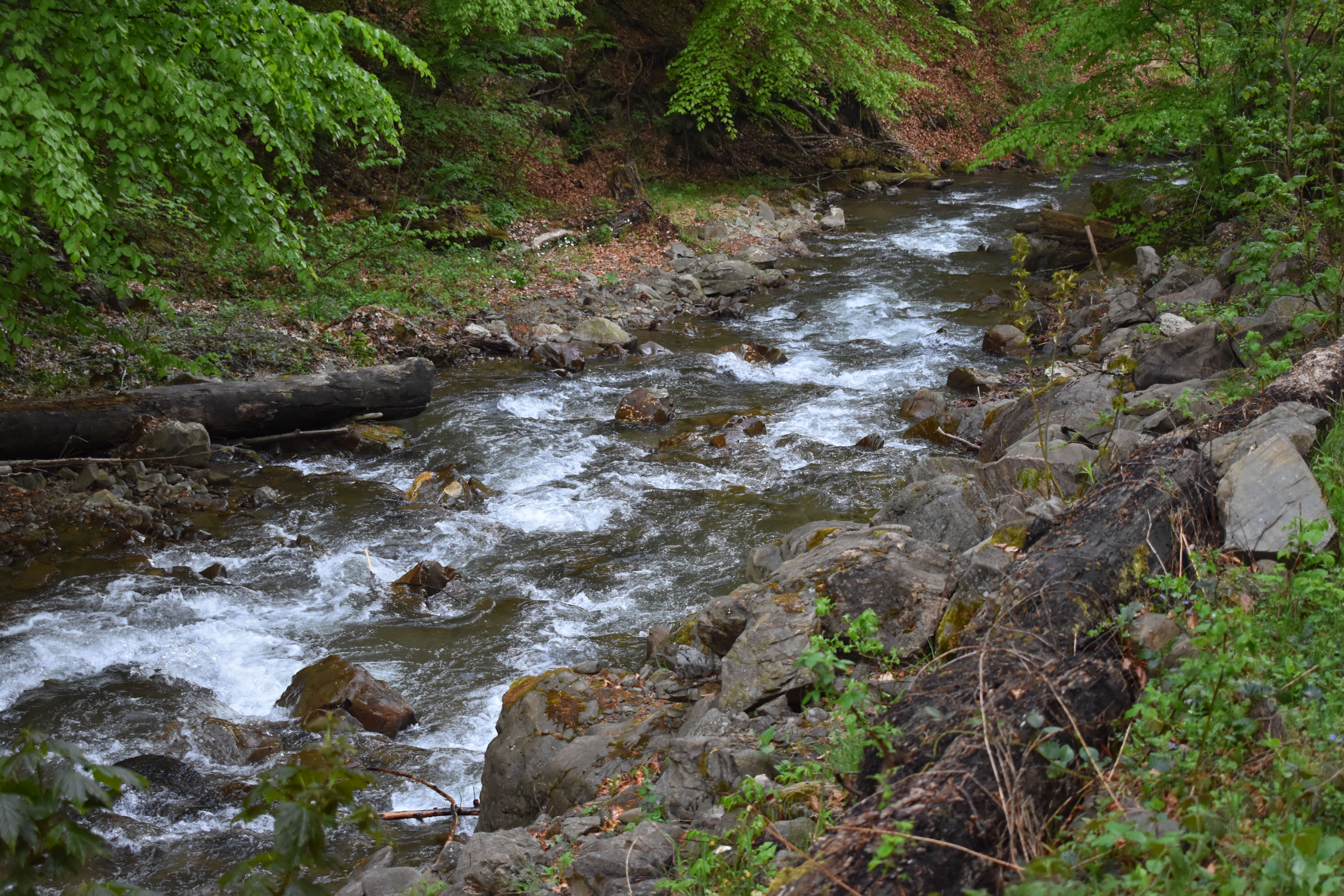
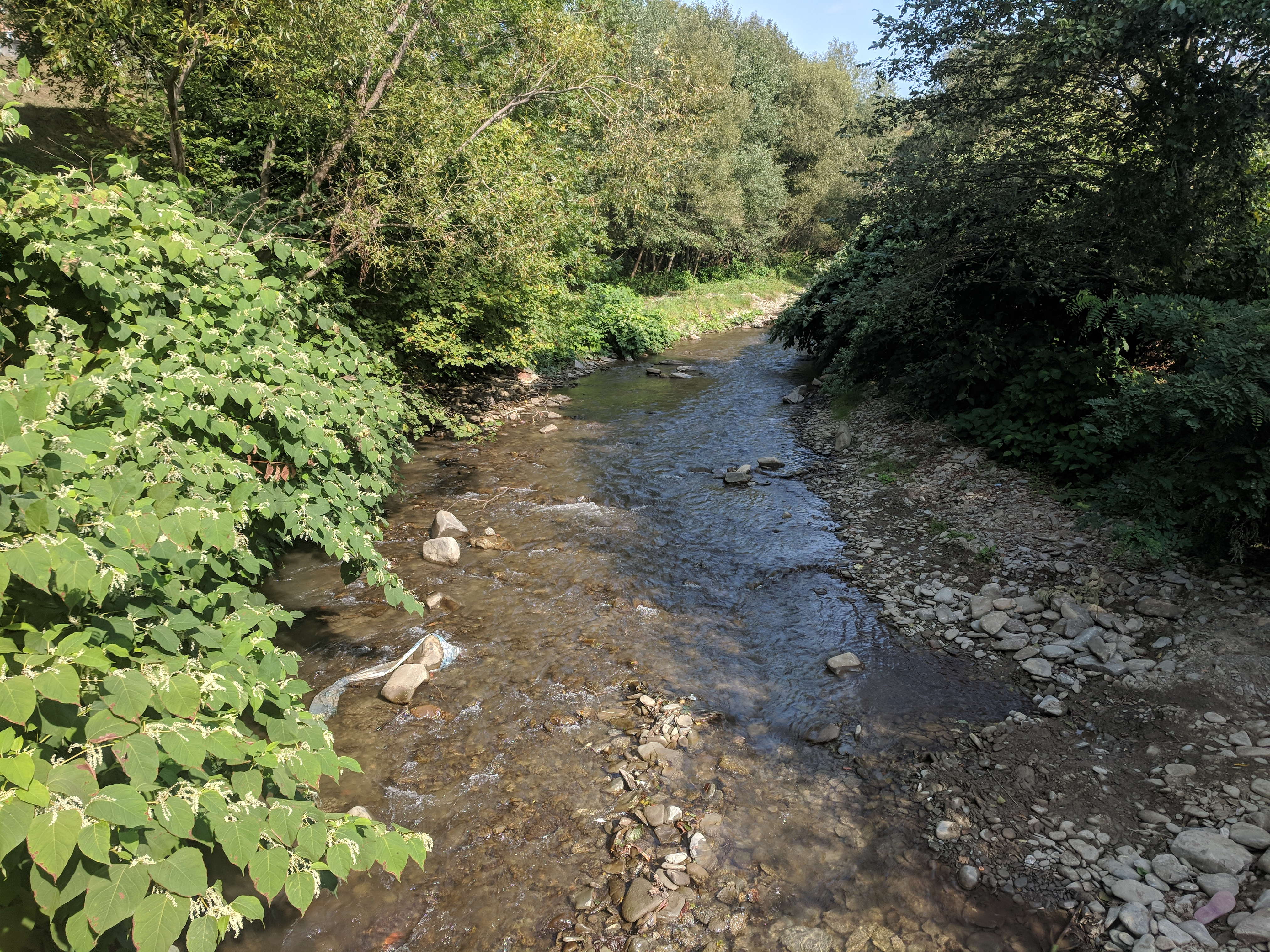
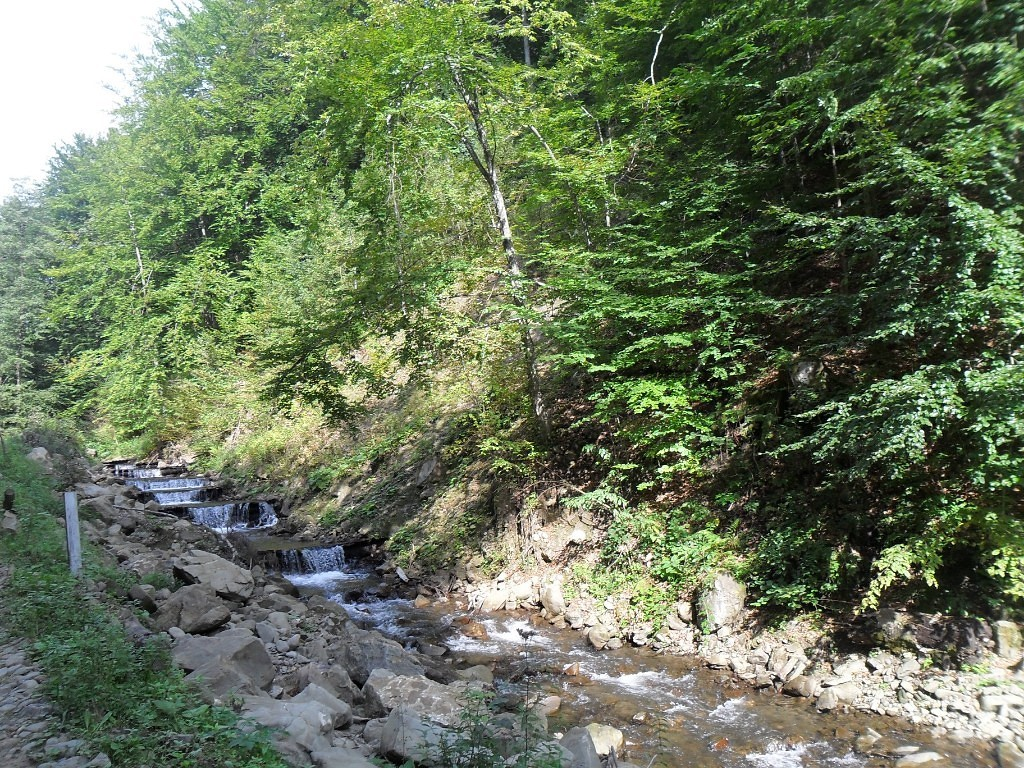